# أوسكار براند
أوسكار براند (بالإنجليزية: Oscar Brand)‏ هو مقدم برامج إذاعية ومغني أمريكي وكندي، ولد في 7 فبراير 1920 في وينيبيغ في كندا، وتوفي في 30 سبتمبر 2016 في نك الكبرى ‏ في الولايات المتحدة.

## وصلات خارجية
- أوسكار براند على موقع IMDb (الإنجليزية)
- أوسكار براند على موقع ميوزك برينز (الإنجليزية)
- أوسكار براند على موقع قاعدة بيانات برودواي على الإنترنت (الإنجليزية)
- أوسكار براند على موقع ديسكوغز (الإنجليزية)